# Pin-up
Pour les articles homonymes, voir Pin-up (homonymie).
 (août 2022).
Si vous disposez d'ouvrages ou d'articles de référence ou si vous connaissez des sites web de qualité traitant du thème abordé ici, merci de compléter l'article en donnant les références utiles à sa vérifiabilité et en les liant à la section « Notes et références ».

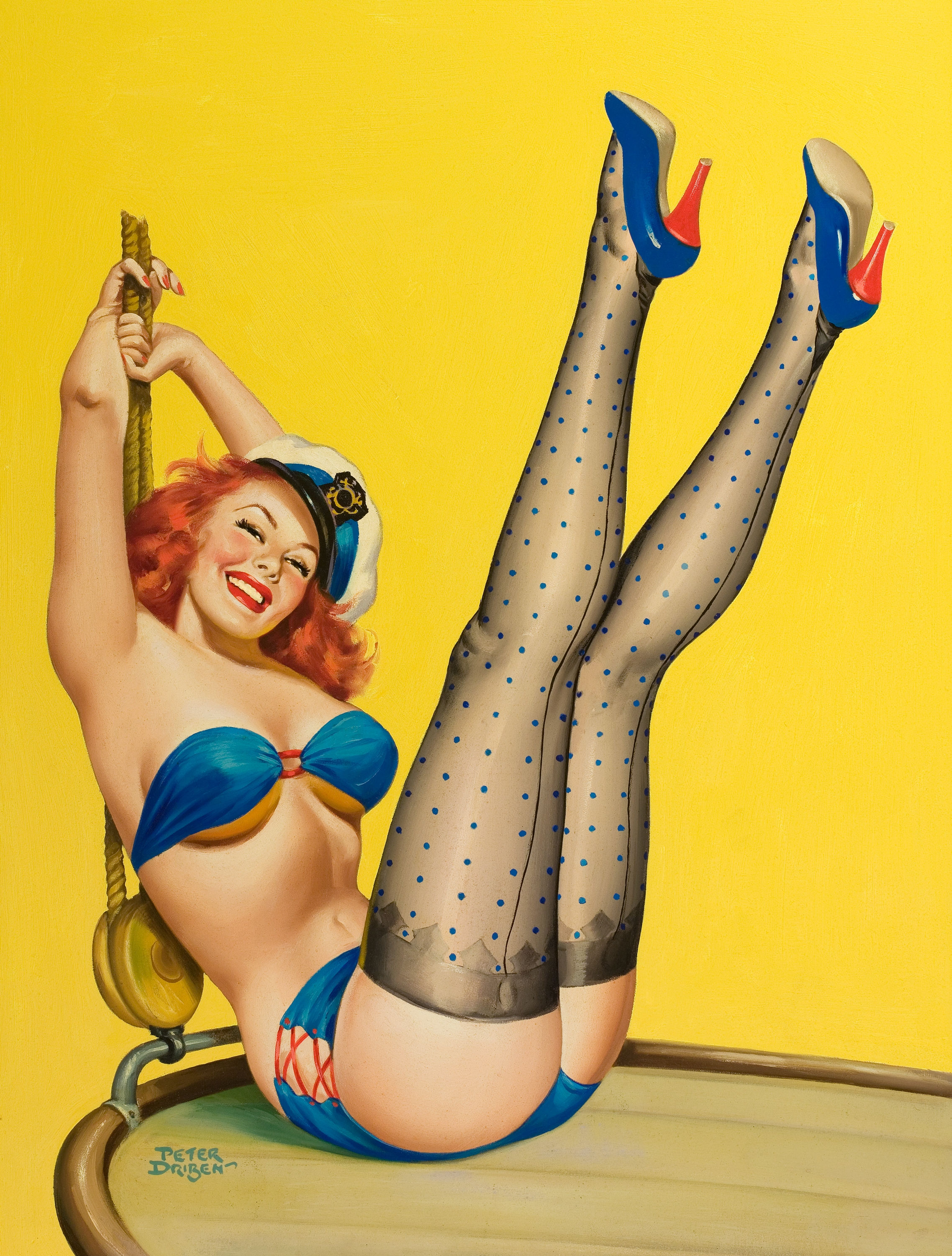
Pin-up illustrée par Peter Driben en 1953.

Une pin-up est une représentation de femme, dessinée ou photographiée, dans une pose aguichante ou « sexy », d'où l'expression anglaise de « pin-up girl » qui pourrait se traduire en français par « jeune femme épinglée au mur ». Le mot est employé pour la première fois en 1941. Depuis leur apparition, les pin-up sont restées un symbole de charme et d'érotisme régulièrement remis au goût du jour, tout en devenant le témoin d'une société marquée par une conception objectiviste de la femme.

## Historique

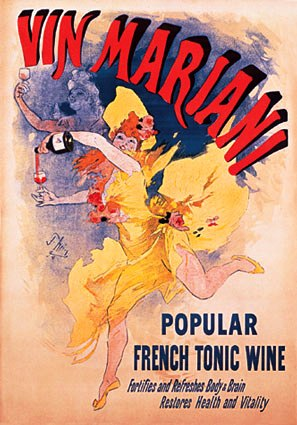
Affiche pour le vin Mariani destinée au marché américain (Jules Chéret, 1894).

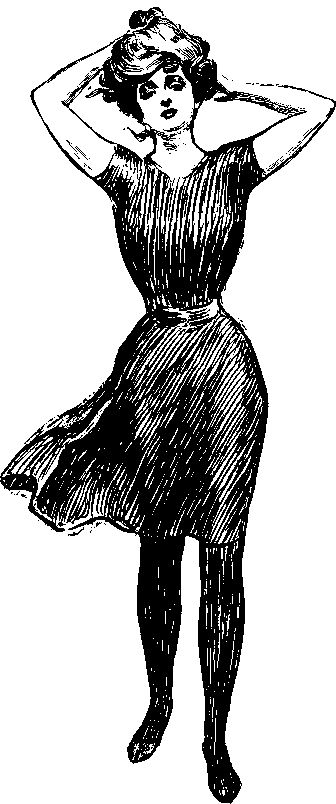
Gibson Girl par Charles Gibson (1897).

Avec le développement du marché de l'estampe au début du XVIIIe siècle, émerge une demande de gravures de nature érotique. Les images érotiques tirées de diverses techniques de gravure vont dominer le marché tout au long du XIXe siècle. Au cours de ce siècle, la « chérette » inventée par Jules Chéret connaît un succès international.
À la suite de l'apparition des premières photographies en France dans les années 1830, les premières photos érotiques font leur apparition — voir par exemple les images d'Auguste Belloc. Il s'agit alors de travaux dits académiques ou de photographies vendues à un prix très élevé au marché noir. Avec le perfectionnement des techniques de tirage des photos, la production de clichés érotiques augmente rapidement et leur prix diminue, mais ce commerce reste illégal et l'État condamne les photographes, les modèles et les distributeurs dès le milieu du XIXe siècle. Malgré cela, la quantité de photographies érotiques et pornographiques continue d'augmenter et une partie de la production est même envoyée[Par qui ?] dans des pays comme l'Angleterre et les États-Unis.

### Le tournant du siècle: une imagerie de l'élégance
Avec l'arrivée de l'impression par point de trame en 1880, puis la photomécanisation des images, la production à un grand nombre d'exemplaires de clichés photographiques est grandement facilitée et les magazines érotiques font progressivement leur apparition. Les premières préfigurations de pin-up américaines s'appellent « Gibson Girl » et « Christy girl », du nom de leurs créateurs respectifs Charles Dana Gibson et Howard Chandler Christy. Le grand public, aussi bien masculin que féminin, accueille très bien ce nouvel « art » qui est la représentation de la femme libérée, à la fois sophistiquée et attirante.Entre 1890 et 1910, Paris, Bruxelles et Londres sont les trois capitales où sont produites la plupart des images de « petites femmes dévêtues ». Se met en place une figure mythique, la « Gay Parisienne », reprise par de nombreux périodiques américains. Deux magazines français font ensuite le tour du monde : La Vie parisienne et Le Sourire où apparaissent entre 1910 et 1930 des dessins de femmes plus ou moins dévêtues. L'historienne américaine Dian Hanson considère ces deux titres comme ayant sensiblement influencé la mise en place du style pin-up, surtout à partir de 1917 quand l'Armée américaine commence à stationner à Paris, à la fin de la Première Guerre mondiale. Les artistes français ayant connu un grand succès aux États-Unis dans les années 1920 sont entre autres Louis Icart, Suzanne Meunier, Maurice Millière, concepteurs d'une certaine image de « la parisienne ».
Dans les années 1930, la presse américaine exploite le filon : les pin-up sont de plus en plus représentées et sont très régulièrement utilisées dans les pulps et les comics (Dirty comics). De nombreuses variantes apparaissent alors, notamment les « Vargas Girl » peintes à l'aérographe par Alberto Vargas pour le magazine Esquire, ainsi que les premiers « pin-up boys » créés par les dessinatrices Joyce Ballantyne, Pearl Frush ou encore Zoë Mozert. Un peintre comme Enoch Bolles est également un gros producteurs de ce type d'images à la même époque. En France, les magazines ne sont pas en reste, Paris sex-appeal lancé en 1933, fait appel à des photographes et dessinateurs talentueux.

### 1940-1950: vers l'érotisme de masse
C'est seulement au début des années 1940 que le mot pin-up est utilisé afin de décrire ces représentations accrochées aux murs.

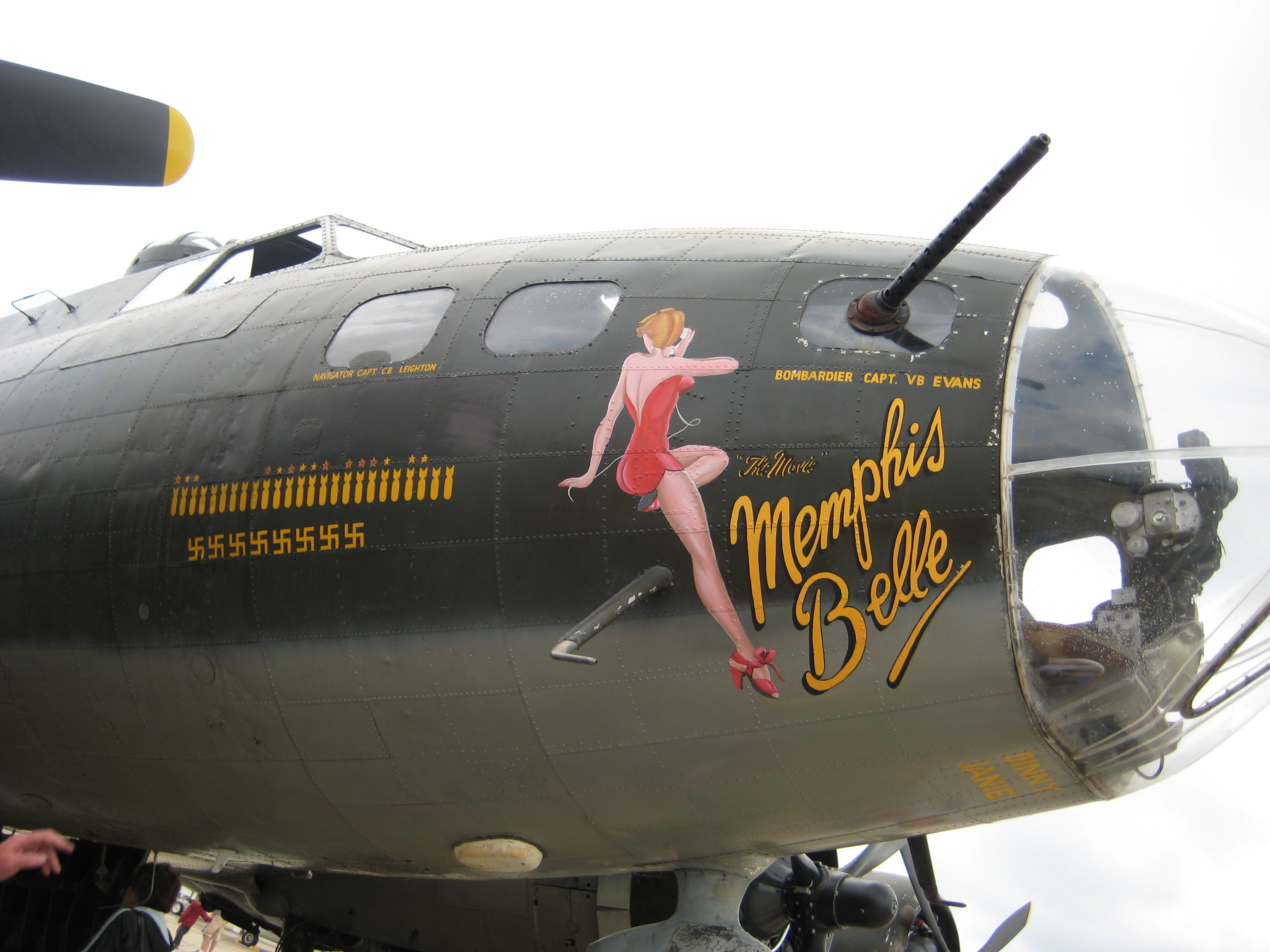
Nose art d'une pin-up sur le Memphis Belle, un bombardier B-17 de l'armée américaine.

Pendant la Seconde Guerre mondiale, les pin-up connaissent un très large succès, non seulement auprès de la population, mais surtout chez les militaires, notamment chez les G.I. L'expansion de la production d'images liées aux pin-ups, « braves filles excitantes et saines » à la chevelure blonde, est à cette époque étroitement liée au divertissement militaire. Des représentations de pin-up étaient fréquentes dans leur paquetage et certains pilotes faisaient même peindre l'avant de leur avion à leur effigie, il s'agit alors de nose art. Un grand nombre de ces dessins et photos proviennent du magazine hebdomadaire Yank, the Army Weekly. Leur succès continue d'augmenter et durant les années 1950, commence l'âge d'or des pin-up, principalement aux États-Unis. On peut notamment citer Gil Elvgren, illustrateur emblématique de cette période. À cette époque, elles apparaissent sur des magazines, journaux, posters, calendriers ou des « cartes d'arts », petites vignettes à collectionner qui ont participé à leur popularisation. Les pin-up sont également appréciées des camionneurs qui apposent leurs images en tôle découpée sur la calandre de leurs véhicules. Plusieurs de ces représentations sont d'ailleurs actuellement recherchées par les collectionneurs.
Au début de sa carrière, Marilyn Monroe, pin-up plébiscitée par les militaires, explique en interview qu'elle est repérée par Darryl F. Zanuck pour Niagara en 1953 grâce aux milliers de lettres envoyées par les GIs qui, l'ayant vue sur un calendrier où elle posait dénudée, la réclament dans un film. 
En 1956, la pin-up Hilda est créée par Duane Bryers. Contrairement aux pin-ups de l'époque, elle surprend par ses formes plantureuses et est dessinée jusque dans les années 1980. 

### 1970: le déclin
Le succès des pin-up continue jusque dans les années 1970, où elles sont même utilisées dans la publicité, et même Coca-Cola les utilise pour faire la promotion de leur boisson. Mais à la suite de l'apparition des magazines érotiques et pornographiques comme Playboy ou Penthouse, la mode des pin-up disparaît progressivement au profit de photo de femmes nues de plus grande qualité.
On assiste depuis quelque temps à un regain d'intérêt pour ces égéries des années 1950 avec l'arrivée de modèles célébrant cette époque. La mode, les magazines, les artistes remettent le style pin-up au goût du jour[Quand ?]. Certaines modèles comme Dita von Teese feront de ce courant leur marque de fabrique.

## Description
Femme fatale, poupée, sex-symbol, provocante sans être vulgaire, la pin-up est représentée par ses créateurs comme la femme idéale.

## Quelques dessinateurs

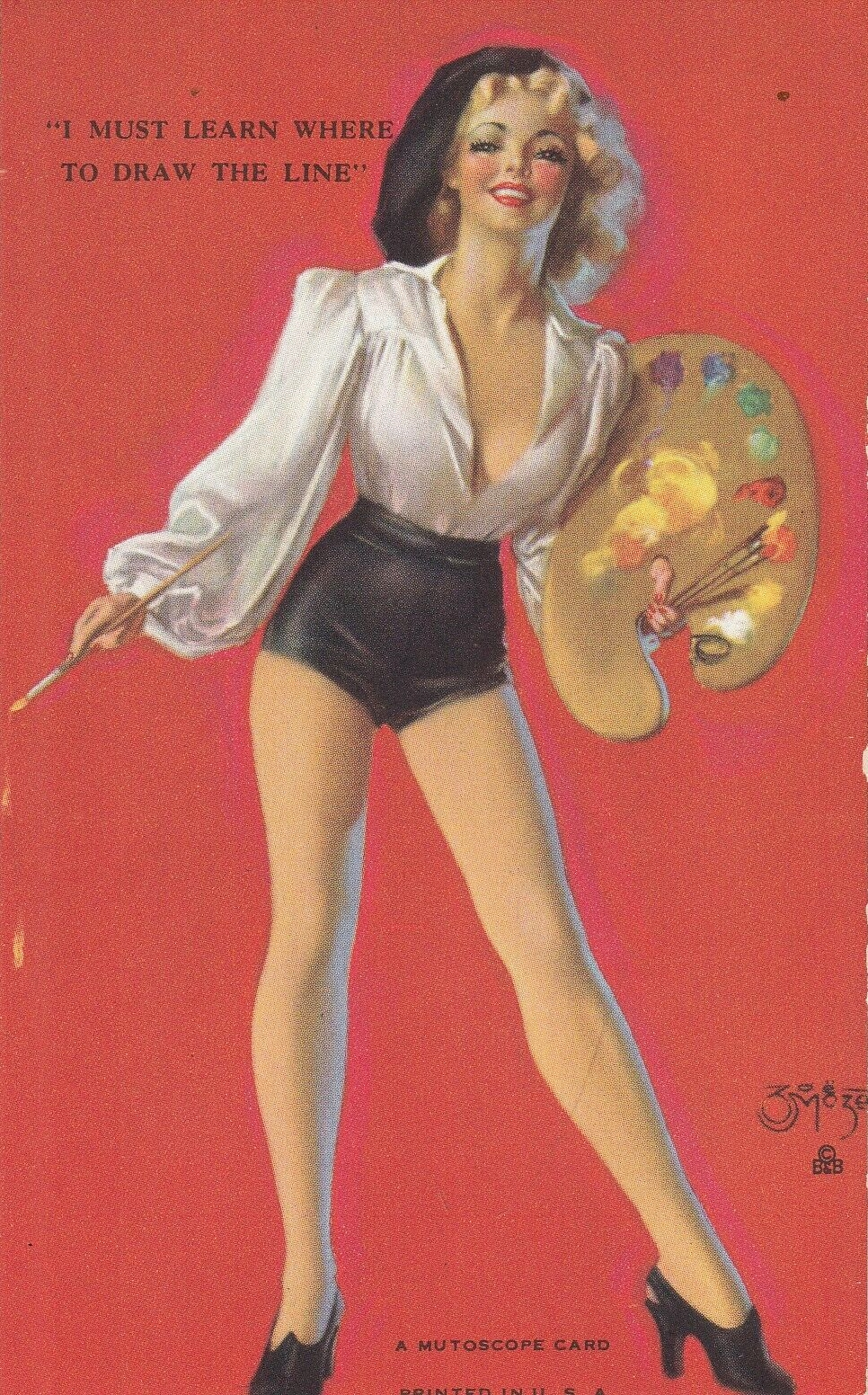
Pin-up par Zoe Mozert pour Mutoscope en 1945.

### Actrices ayant posé comme pin-up

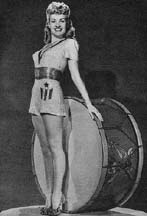
Betty Grable, dans le magazine Yank.
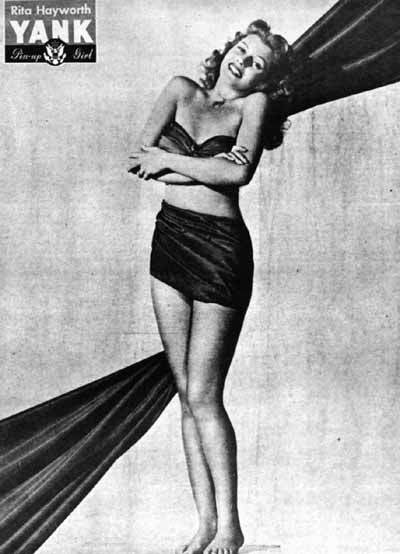
Rita Hayworth dans Yank.
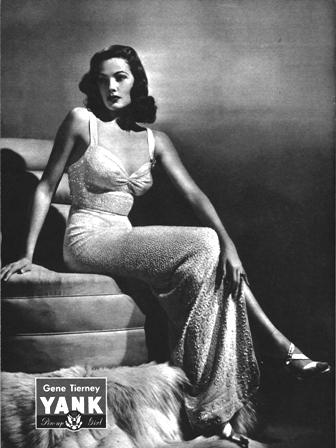
Gene Tierney dans Yank.
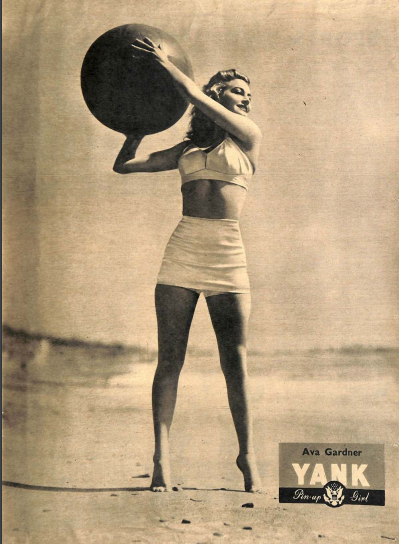
Ava Gardner dans Yank.
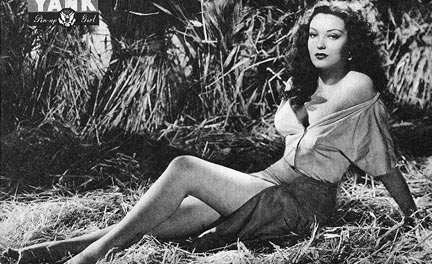
Linda Darnell dans Yank.
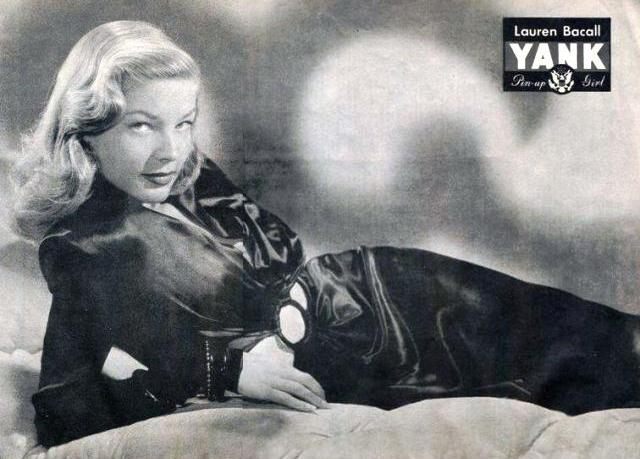
Lauren Bacall dans Yank.
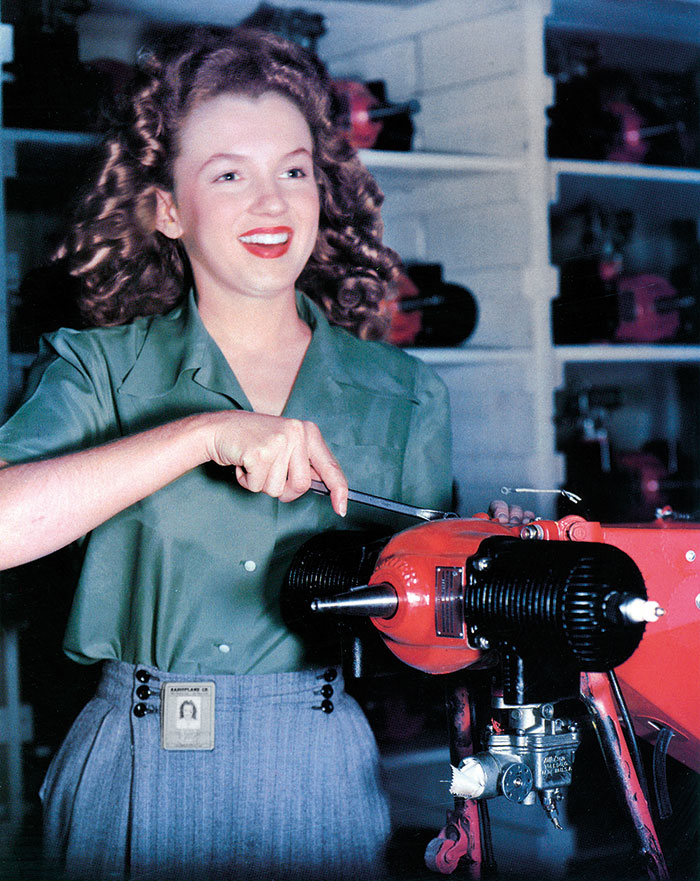
Marilyn Monroe dans Yank.